# Station Bukowno Przymiarki
Station Bukowno Przymiarki is een spoorwegstation in de Poolse plaats Bukowno.